# 横浜指路教会
横浜指路教会（よこはましろきょうかい）は、神奈川県横浜市中区尾上町6丁目85にある日本基督教団の教会。1988年（昭和63年）に横浜市認定歴史的建造物に認定された。

## 概要

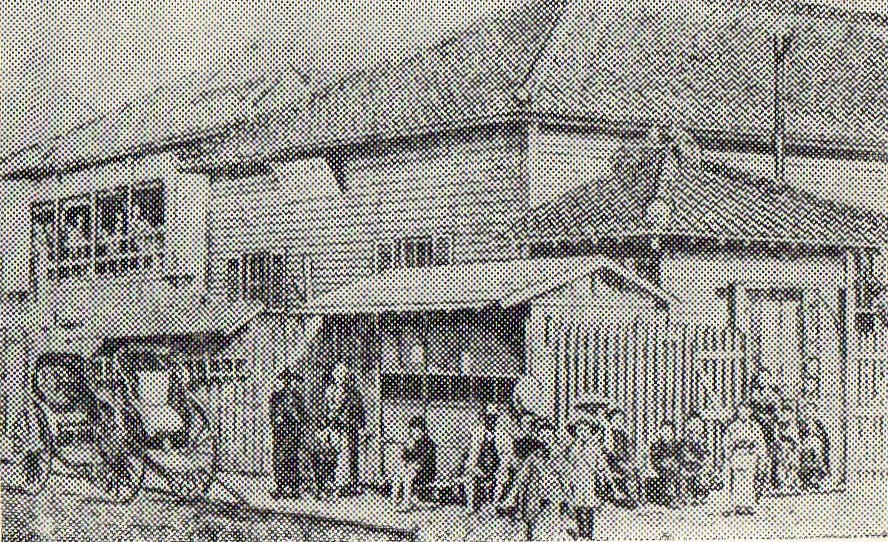
最初の会堂

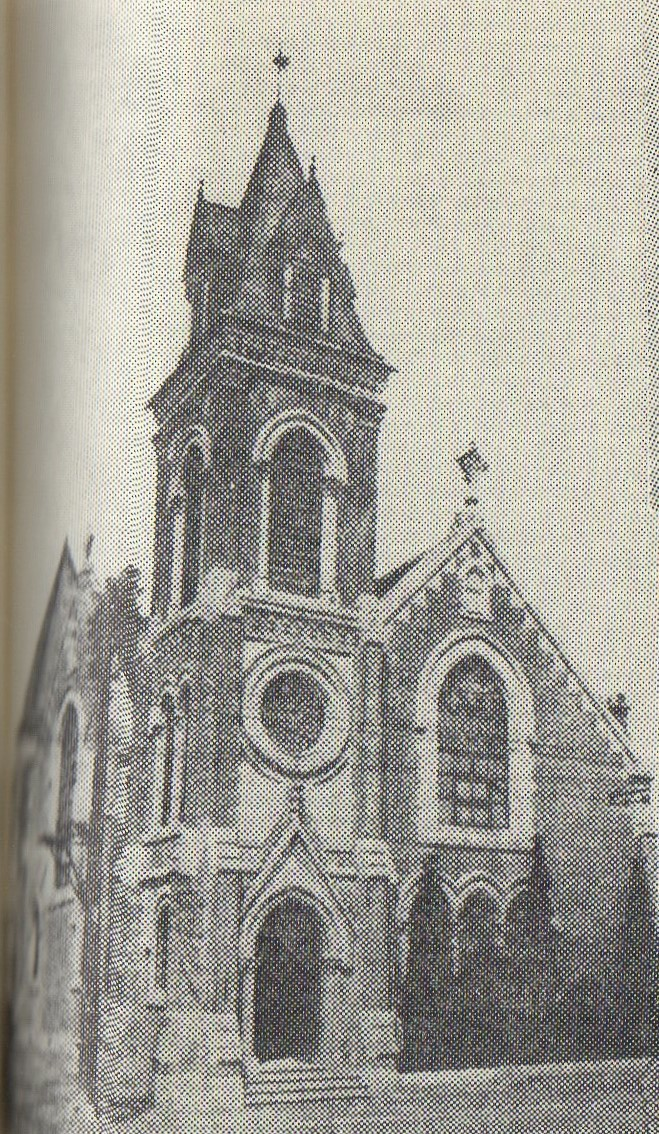
関東大震災で崩壊する前の指路教会

1859年（安政6年）10月、ジェームス・カーティス・ヘボンは、アメリカ長老教会から宣教医として日本に派遣された。妻を伴っての来日だった。当教会は、1874年（明治7年）にヘボンにより、ヘンリー・ルーミスを初代牧師として関内居留地に設立された。「指路」とは旧約聖書にある地名・人名のシロ（Shiloh）であり、ヘボンの出身教会名でもある。
その後、何度か移転した後に現在地に移ったが、当時の教会堂は1923年（大正12年）9月1日の関東大震災で倒壊した。現在の教会堂は1926年（大正15年）に再建されたものである（その後横浜大空襲でも内部が全焼している）。
2000年（平成12年）12月、創立125周年記念事業の一つとしてスイスのマティス社製パイプオルガンが設置された｡

## 所在地・交通情報
- 横浜市中区尾上町6-85

JR根岸線、横浜市営地下鉄ブルーライン　関内駅下車　徒歩4分。
JR根岸線、横浜市営地下鉄ブルーライン　桜木町駅下車　徒歩5分。

## 舞台となった作品
- 日本映画『さらば あぶない刑事』：警察の重要物保管所の外観として登場した。